# Vladislav Morozov
Vladislav Vladimirovich Morozov (tiếng Belarus: Уладзіслаў Уладзіміравіч Марозаў; tiếng Nga: Владислав Владимирович Морозов; sinh ngày 12 tháng 10 năm 2000) là một cầu thủ bóng đá chuyên nghiệp người Belarus hiện tại đang thi đấu ở vị trí tiền đạo cho câu lạc bộ Arouca tại Giải bóng đá Ngoại hạng Bồ Đào Nha.

## Bàn thắng quốc tế
Tỷ số và kết quả liệt kê bàn thắng đầu tiên của Belarus, cột điểm cho biết điểm số sau mỗi bàn thắng của Morozov.
| #  | Thời gian           | Địa điểm                               | Đối thủ | Ghi bàn | Kết quả | Giải đấu                                    |
| -- | ------------------- | -------------------------------------- | ------- | ------- | ------- | ------------------------------------------- |
| 1. | 28 tháng 3 năm 2023 | Arena Națională, Bucharest, România    | România | 1–2     | 1–2     | Vòng loại giải vô địch bóng đá châu Âu 2024 |
| 2. | 19 tháng 6 năm 2023 | Szusza Ferenc Stadion, Újpest, Hungary | Kosovo  | 1–0     | 2–1     | Vòng loại giải vô địch bóng đá châu Âu 2024 |